# 卡拉脚乡
卡拉足乡，是中华人民共和国四川省阿坝藏族羌族自治州金川县下辖的一个乡镇级行政单位。

## 行政区划
卡拉足乡下辖以下地区：
布基村、玛木都村和二普鲁村。